# 1968年中国大陆
| 中国历史 / 中国历史年表 |
| 世紀： 19世纪中国 / 20世纪中国 / 21世纪中国 |
| 年代： 1930年代中国 / 1940年代中国 / 1950年代中国大陆 / 1960年代中国大陆 / 1970年代中国大陆 / 1980年代中国大陆 / 1990年代中国大陆                             |
| 年份： 1964年中国大陆 / 1965年中国大陆 / 1966年中国大陆 / 1967年中国大陆 / 1968年中国大陆 / 1969年中国大陆 / 1970年中国大陆 / 1971年中国大陆 / 1972年中国大陆 |
| 纪年： 戊申年（猴年）、中华人民共和国成立19周年 |

## 领导人
- 中共中央主席：毛泽东
- 国家主席：空缺
- 国务院总理：周恩来
- 全国人大常委会委员长：朱德
- 国家副主席：宋庆龄、董必武

## 大事记

### 1月
- 1月5日——七里沁岛事件

### 2月
- 2月6日——发布二六命令
- 2月9日——最初依据《二六命令》处理的磁县事件

### 3月
- 3月——杨、余、傅事件

### 4月
- 4月16日——毛泽东发表《支持美国黑人抗暴斗争的声明》

### 5月
- 5月8日——广州远洋运输公司黎明轮自4月25日广东湛江港起航，南下绕行，于5月8日抵达青岛港。中国大陆民用船舶打通南北航线的肇始。
- 5月12日——五·一二命令
- 5月25日——清理階級隊伍

### 7月
- 7月——巴楚叛国逃苏集团案
- 7月3日——七·三布告
- 7月21日——毛泽东的七·二一指示
- 7月24日——七·二四布告

### 9月
- 9月7日——《人民日报》、《解放军报》联合发布的社论《无产阶级文化大革命的全面胜利万岁》
- 9月18日——毛主席给日本工人朋友的重要题词

## 出生
- 8月20日，白岩松

## 逝世
- 3月3日，许广平
- 9月30日，周華章
- 10月14日，孫維世
- 10月18日，董鐵寶
- 11月23日，上官雲珠
- 12月11日，蕭光琰